# Hydropsyche yahfufah
Hydropsyche yahfufah là một loài Trichoptera trong họ Hydropsychidae. Chúng phân bố ở miền Cổ bắc.